# Fleshbot
Fleshbot — американский секс-ориентированный веблог, основанный Gawker Media. Был запущен в ноябре 2003 года и стал третьим по счёту онлайн-проектом Gawker. Тематика блога включает в себя весьма широкий диапазон, начиная от любительских секс-блогов и TGP до новостей о сексе в популярной культуре и рекламе. Блог охватывает как гетеросексуальную, так и гомосексуальную и транссексуальную эротику. Также в блоге публикуются краткие интервью с исполнителями секс-индустрии.
Fleshbot ранее редактировался Лакс Альптраум (англ. Lux Alptraum), которая владела сайтом с 2012 года. В феврале 2014 года Fleshbot был приобретён SK Intertainment у Лакс Альптраум. Было объявлено о том, что Альптраум останется с Fleshbot в качестве редактора.
В конце мая 2021 года Fleshbot был приобретён платформой NSFW.Army и подвёргся полному редизайну.

## Fleshbot Award
С 2009 по 2011 годы блог проводил церемонию вручения наград в области секс-индустрии. В 2018 году, спустя семь лет после последнего вручения, награда была восстановлена.
Примечание: ниже представлен частичный список лауреатов.

### Лауреаты 2009 года
Источник: .
| Категория                                     | Лауреат                             |
| --------------------------------------------- | ----------------------------------- |
| Самая сексуальная технология                  | JimmyJane                           |
| Самая сексуальная новая мода                  | The Blonds                          |
| Самое сексуальное искусство                   | Пол Поуп                            |
| Самый сексуальный CGI                         | Pirate’s Booty (Adult Source Media) |
| Награда перехода из порно в мейнстрим         | Саша Грей                           |
| Награда перехода из мейнстрима в порно        | Леви Джонстон                       |
| Самая сексуальная реклама                     | American Apparel                    |
| Самое сексуальное ТВ-шоу                      | «Настоящая кровь»                   |
| Прижизненное достижение за сексуальную моду   | Патриция Филд                       |
| Самая сексуальная женщина (выбор поклонников) | Джоанна Энджел                      |
| Самый сексуальный мужчина (выбор поклонников) | Марко Блейз                         |

### Лауреаты 2011 года
Источник: .
| Категория                               | Лауреат                   |
| --------------------------------------- | ------------------------- |
| Самый сексуальный фильм                 | «Стыд»                    |
| Самое сексуальное искусство             | Молли Крабаппл            |
| Самая сексуальная музыка                | Fischerspooner            |
| Самая сексуальная технология            | Minna                     |
| Самая сексуальная книга                 | The Sexy Book of Sexy Sex |
| Награда перехода из порно в мейнстрим   | Джоанна Энджел            |
| Награда перехода из мейнстрима в порно  | Чайна                     |
| Самое сексуальное ТВ-шоу                | «Игра престолов»          |
| Самая сексуальная мода                  | Алан Камминг              |
| Прижизненное достижение в секс-культуре | Дэн Сэвидж                |

### Лауреаты 2018 года
Источник: .
| Категория                         | Лауреат(-ы)                                                                                             |
| --------------------------------- | --- |
| Лучшая новая старлетка            | Виктория Джун                                                                                           |
| Исполнительница года              | Райли Рид                                                                                               |
| Исполнитель года                  | Джонни Синс                                                                                             |
| Транссексуальный исполнитель года | Шанель Сантини                                                                                          |
| Лучшие сиськи                     | Лана Роудс                                                                                              |
| Лучшая задница                    | Миа Малкова                                                                                             |
| Лучшая персона в социальных медиа | Эльза Джин                                                                                              |
| Вебкам-модель года                | Наташа Найс                                                                                             |
| Режиссёр года                     | Дана Весполи                                                                                            |
| Сцена мастурбации года            | Блейк Иден, Cumming Cutie (Nubiles.net)                                                                 |
| Лучшая сцена парень/девушка       | Анджела Уайт и Рики Джонсон, Angela White’s Confession (Bang.com)                                       |
| Лучшая оральная сцена             | Джилл Кэссиди, I Just Wannt Suck You Dry (ThisGirlSucks.com)                                            |
| Лучшая лесбийская сцена           | Кендра Сандерленд и Райли Рид, Unexpected Feelings (Vixen.com)                                          |
| Лучшая анальная сцена             | Адриана Чечик и Джеймс Дин, Adriana Chechik Is The Extreme Anal Queen (Analized.com)                    |
| Лучшая сцена группового секса     | Абелла Дейнджер, Джейсон Браун, Карли Грей, Кейша Грей и Рики Джонсон, Interracial Icon 4 (Blacked.com) |
| Фильм года                        | Kendra’s Obsession Part 1 (Blacked.com)                                                                 |
| Лучший платный сайт               | Tushy.com                                                                                               |
| Лучший бесплатный сайт            | Celebjihad.com                                                                                          |
| Лучший вебкам-сайт                | Chaturbate                                                                                              |
| Лучший новый сайт                 | Brattysis.com                                                                                           |
| Лучший фетиш-сайт                 | Kink.com                                                                                                |

### Лауреаты 2019 года
Источники: .
| Категория                         | Лауреат(-ы) |
| --------------------------------- | --- |
| Лучшая новая старлетка            | Отем Фоллс |
| Исполнительница года              | Анджела Уайт |
| Исполнитель года                  | Мануэль Феррара |
| Транссексуальный исполнитель года | Шанель Сантини |
| Лучший исполнитель в видеоклипах  | Кит Мерсер |
| Лучшие сиськи                     | Диллион Харпер |
| Лучшая задница                    | Аидра Фокс |
| Лучшая персона в социальных медиа | Райли Рид |
| Вебкам-новичок года               | Лекси Луна |
| Вебкам-модель года                | Эмили Блум |
| Режиссёр года                     | Кайден Кросс |
| Лучшая сцена парень/девушка       | Маркус Дюпри и Отем Фоллс, Oil Slick 2 (Evil Angel) |
| Лучшая оральная сцена             | Джиллиан Джансон и Логан Лонг, Jillian Gets Jizzed (1000Facials.com) |
| Лучшая лесбийская сцена           | Ариана Мари и Джилл Кэссиди, Ariana Marie: A Little Bit Harder (Evil Angel) |
| Лучшая анальная сцена             | Анджела Уайт и Рокко Сиффреди, I Am Angela (Evil Angel) |
| Лучшая сцена группового секса     | Абелла Дейнджер, Алекс Джонс, Ана Фокс, Анджела Уайт, Бамбино, Вики Чейз, Джесса Роудс, Кира Нуар, Миа Малкова, Мик Блу, Райан Дриллер, Рики Джонсон и Тори Блэк, After Dark (Vixen) |
| Фильм года                        | Deadpool XXX: An Axel Braun Parody (Wicked Pictures) |
| Лучший платный сайт               | Brazzers.com |
| Лучший бесплатный сайт            | AVN.com |
| Лучший вебкам-сайт                | Chaturbate |
| Лучший новый сайт                 | VitalyUncensored.com |

### Лауреаты 2020 года
Источник: .
| Категория                             | Лауреат         |
| ------------------------------------- | --------------- |
| Лучшая новая старлетка                | Каска Акашова   |
| Исполнительница года                  | Анджела Уайт    |
| Исполнитель года                      | Мануэль Феррара |
| Транссексуальный исполнитель года     | Обри Кейт       |
| Лучшие сиськи                         | Отем Фоллс      |
| Лучшая задница                        | Эбби Ли Бразил  |
| Лучшая персона в социальных медиа     | Мейтленд Уорд   |
| Лучшая премиум-социальная медиазвезда | Анджела Уайт    |
| Вебкам-новичок года                   | Мелисса Миллс   |
| Вебкам-модель года                    | Ларкин Лав      |
| Лучший платный сайт                   | Brazzers        |
| Лучший бесплатный сайт                | Boobie Blog     |
| Лучший вебкам-сайт                    | Chaturbate      |
| Лучший новый сайт                     | Family Swap     |

### Лауреаты 2021 года
Источник: .
| Категория                             | Лауреат(-ы)                                                                        |
| ------------------------------------- | ---------------------------------------------------------------------------------- |
| Лучшая новая старлетка                | Эйприл Олсен                                                                       |
| Лучший новый мужской талант           | Алекс Мэк                                                                          |
| Исполнительница года                  | Анджела Уайт                                                                       |
| Исполнитель года                      | Джекс Слейхер                                                                      |
| Лучшая MILF                           | Рэйчел Старр                                                                       |
| Лучшая лесбийская исполнительница     | Скарлит Скандал                                                                    |
| Лучшая женщина с полным набором услуг | Чери Девилль                                                                       |
| Лучший мужчина с полным набором услуг | Смолл Хэндс                                                                        |
| Лучшие сиськи                         | Анджела Уайт                                                                       |
| Лучшая задница                        | Абелла Дейнджер                                                                    |
| Лучший член                           | Джекс Слейхер                                                                      |
| Лучшая персона в социальных медиа     | Рэйчел Старр                                                                       |
| Лучшее присутствие на фан-сайте       | Эльза Джин                                                                         |
| Вебкам-новичок года                   | SofiasWetDream                                                                     |
| Вебкам-модель года                    | Кайла Кайден                                                                       |
| Вебкам-пара года                      | MySweetApple                                                                       |
| Режиссёр года                         | Кайден Кросс                                                                       |
| Лучшая оральная сцена                 | Анджела Уайт и Вайолет Майерс, Angela & Violet Gag On a Big One (Swallowed)        |
| Лучшая лесбийская сцена               | Алексис Тэй, Лилли Белл и Шарлотта Стокли, Sins of the Flesh (Slayed)              |
| Лучшая анальная сцена                 | Карма Рекс и Кейран Ли, Karma’s Ass is Served (Brazzers)                           |
| Лучшая сцена группового секса         | Айзея Максвелл, Антон Харден, Роб Пайпер, Ти Рил и Эмили Уиллис, Influence 2 (VMG) |
| Фильм года                            | Savannah Bond Beach Bikini Slut (Evil Angel)                                       |
| Лучший платный гетеросексуальный сайт | AdultTime.com                                                                      |
| Лучшая платная сеть                   | Brazzers.com                                                                       |
| Лучший бесплатный сайт                | Pornhub                                                                            |
| Лучший глобальный бренд               | Pornhub                                                                            |

### Лауреаты 2022 года
Источник: .
| Категория                             | Лауреат(-ы) |
| ------------------------------------- | --- |
| Лучшая новая старлетка                | Кристал Чейз |
| Лучший новый мужской талант           | Дэвид Ли |
| Исполнительница года                  | Анджела Уайт |
| Исполнитель года                      | Рики Джонсон |
| Лучшая MILF                           | Брэнди Лав |
| Лучшая лесбийская исполнительница     | Ванна Бардо |
| Лучшая женщина с полным набором услуг | Анджела Уайт |
| Лучший мужчина с полным набором услуг | Айзея Максвелл |
| Лучшие сиськи                         | Анджела Уайт |
| Лучшая задница                        | Вайолет Майерс |
| Лучший член                           | Рики Джонсон |
| Лучшая персона в социальных медиа     | Анджела Уайт |
| Лучшее присутствие на фан-сайте       | Анджела Уайт |
| Вебкам-модель года                    | Богиня Лилит |
| Режиссёр года                         | Кайден Кросс |
| Лучшая сцена                          | Лили Лу, Оливер Фейз, Элиас Кэш и Энджел Гостоса, Curse of the Skull Swap Pt. 1 (TeamSkeet)                                          |
| Лучшая оральная сцена                 | Дэвид Ли и Кира Нуар, Snoop Around (Delphine Films)                                                                                  |
| Лучшая лесбийская сцена               | Анджела Уайт и Луна Стар, Dominuru (Brazzers)                                                                                        |
| Лучшая анальная сцена                 | Наташа Найс и Хуан Локо, The Birds & The Behinds (Mommy’s Boy)                                                                       |
| Лучшая сцена группового секса         | Алекс Джонс, Алекс Мэк, Джекс Слейхер, Джон Стронг, Мик Блу, Роб Пайпер и Саванна Бонд, The Gangbang of Savannah Bond (Jules Jordan) |
| Фильм года                            | Drift (Deeper) |

### Лауреаты 2023 года
Источник: .
| Категория                         | Лауреат(-ы) |
| --------------------------------- | --- |
| Лучшая новая старлетка            | Хейли Роуз |
| Лучший новый мужской талант       | Макс Филлс |
| Исполнительница года              | Вайолет Майерс |
| Исполнитель года                  | Айзея Максвелл |
| Лучшая MILF                       | Алексис Фоукс |
| Лучшая лесбийская исполнительница | Блейк Блоссом |
| Лучшие сиськи                     | Энджел Янгс |
| Лучшая задница                    | Кадзуми |
| Лучший член                       | Дредд |
| Лучший создатель контента         | Софи Ди |
| Вебкам-модель года                | Джиджи Диор |
| Режиссёр года                     | Джонни Даркко |
| Премия «Наследие»                 | Анджела Уайт |
| Лучшая сцена                      | Макс Филлс и Пенни Барбер, My Stepmom Really Cares — S3:E4 (Mom Lover)                                                                                                  |
| Лучшая оральная сцена             | Айк Дизель и Сара Тейлор, You Like Sucking Dick, Huh? (MYLF) |
| Лучшая лесбийская сцена           | Блейк Блоссом и Скай Блу, Power Outage (Slayed) |
| Лучшая анальная сцена             | Дредд и Катрина Кольт, Dredd Goes Deep Into Katrina Colt’s Ass (Jules Jordan)                                                                                           |
| Лучшая сцена группового секса     | Алекс Джонс, Голливуд Кэш, Джекс Слейхер, Дженнифер Уайт, Дэн Дэмидж, Лоусон Джонс, Муса Феникс, Ричард Манн и Роб Пайпер, Deep Inside Jennifer White Sc 4 (Evil Angel) |
| Фильм года                        | Angela White: Unbound (Brazzers) |

## Награды и номинации
| Год  | Награда               | Результат | Категория                                                                    |
| ---- | --------------------- | --------- | ---------------------------------------------------------------------------- |
| 2011 | Cybersocket Web Award | Номинация | Лучший порноблог (за раздел с гомосексуальной тематикой)                     |
| 2012 | Grabby Award          | Номинация | Лучший порноблог                                                             |
| 2012 | XBIZ Award            | Номинация | Порносайт года — портал/хаб                                                  |
| 2013 | XBIZ Award            | Номинация | Фан-портал года                                                              |
| 2014 | XBIZ Award            | Номинация | Фан-сайт года                                                                |
| 2015 | XBIZ Award            | Номинация | Порносайт года — фан-сайт                                                    |
| 2016 | AltPorn Award         | Номинация | Лучший бесплатный сайт                                                       |
| 2016 | AVN Award             | Номинация | Лучший альтернативный веб-сайт                                               |
| 2016 | Cybersocket Web Award | Номинация | Лучший сайт с порнообзорами (за раздел с гомосексуальной тематикой)          |
| 2016 | XBIZ Award            | Номинация | Порносайт года — фан-сайт                                                    |
| 2017 | AltPorn Award         | Победа    | Лучший бесплатный сайт                                                       |
| 2017 | XBIZ Award            | Номинация | Порносайт года — фан-сайт                                                    |
| 2018 | AltPorn Award         | Номинация | Лучший бесплатный сайт                                                       |
| 2018 | XBIZ Award            | Номинация | Фан-сайт года                                                                |
| 2019 | AltPorn Award         | Победа    | Лучший бесплатный сайт                                                       |
| 2019 | Cybersocket Web Award | Победа    | Лучший блог или сайт с порнообзорами (за раздел с гомосексуальной тематикой) |
| 2019 | XBIZ Award            | Номинация | Фан-сайт года                                                                |
| 2020 | AltPorn Award         | Номинация | Лучший бесплатный сайт                                                       |
| 2021 | AltPorn Award         | Номинация | Лучший бесплатный сайт                                                       |